# Věžky (kraj zliński)
Věžky – gmina w Czechach, w powiecie Kromieryż, w kraju zlińskim. Według danych z dnia 1 stycznia 2012 liczyła 390 mieszkańców.
Składa się z dwóch części:
- Věžky
- Vlčí Doly

Zobacz też:
- Věžky